# 朱祁銳
新平懷僖王朱祁銳（？—1456年），明朝唯一一代新平王，鄭靖王朱瞻埈嫡次子，明仁宗之孫。

## 生平
正统八年三月甲子（1443年4月7日），獲封為新平王，景泰七年（1456年）去世。因為沒有子嗣，新平國除國。